# Patrick Jonker
Patrick Jonker (Amsterdam, 25 maggio 1969) è un ex ciclista su strada e dirigente sportivo olandese naturalizzato australiano. Professionista dal 1994 al 2004, vinse il Grand Prix de Wallonie 1999 ed il Tour Down Under 2004. Gareggiò con licenza australiana dal 1990 al 1992, nel 1995, 1996 e dal 2001 al 2004, e con licenza olandese nel 1993, 1994 e dal 1997 al 2000.

## Carriera
Passato professionista nel 1994, raggiunse i migliori risultati soprattutto nelle brevi corse a tappe, in cui colse un buon numero di piazzamenti significativi: fra questi i podi al Circuit de la Sarthe 1991, alla Volta Ciclista a Catalunya 1996 (con una vittoria di tappa), al Regio-Tour 1997 e al Tour du Limousin 2001. Sempre nelle brevi corse a tappe vinse la Route du Sud nel 1997, battendo l'italiano Massimo Donati (nella stessa corsa sarà terzo nel 1999) e, nell'ultimo anno di attività, il Tour Down Under, superando Robbie McEwen e Baden Cooke (nella corsa australiana era già salito sul podio nel 2003).
Per quanto concerne le corse in linea, vinse il Grand Prix de Wallonie nel 1999, e raccolse dei discreti risultati nelle gare del panorama francese, fra cui spicca il terzo posto al Grand Prix de Plouay 2001 vinto da Nico Mattan.
Nel corso della carriera prese parte a molte delle principali competizioni ciclistiche, inclusi i tre Grandi Giri, due edizioni dei Giochi olimpici, nel 1992 e nel 1996, e un'edizione dei mondiali, nel 2001 a Lisbona. Partecipò inoltre sia ai campionati olandesi, sia a quelli australiani e in entrambi si aggiudicò medaglie, l'oro a cronometro nel 1998 nei Paesi Bassi, e il bronzo nel 2003 in Australia nella prova in linea.
Anche suo zio Ronald fu un ciclista che corse per la nazionale australiana ai Giochi olimpici del 1968 a Città del Messico.

## Palmarès
- 1991 (dilettanti)

7ª tappa Milk Race (Birmingham > Birmingham)
- 1991 (dilettanti)

8ª tappa Milk Race (Birmingham > Llandudno)
- 1995 (ONCE, una vittoria)

5ª tappa Tasmania Summer Tour (Marysville > Marysville)
- 1996 (ONCE, due vittorie)

4ª tappa Volta Ciclista a Catalunya (La Seu d'Urgell > Superbagnères)
6ª tappa Geelong Bay Classic Series
- 1997 (Rabobank, una vittoria)

Classifica generale Route du Sud
- 1998 (Rabobank, una vittoria)

Campionati olandesi, Prova a cronometro
- 1999 (Rabobank, una vittoria)

Grand Prix de Wallonie
- 2004 (Team UniSA, una vittoria)

Classifica generale Tour Down Under

### Altri successi
- 1996 (ONCE)

Criterium di Lorne
Criterium di Mount Buller
- 1999 (Rabobank)

Derny di Maastricht

## Piazzamenti

### Grandi Giri
- Tour de France

1994: ritirato (alla 14ª tappa)
1996: 12º
1997: 62º
1998: 34º
1999: 97º
Giro d'Italia
1995: 44º
- Vuelta a España

1996: 73º

### Classiche monumento
- Liegi-Bastogne-Liegi

1995: 32º
1996: 33º
1997: 46º
1998: 69º
2000: 84º
- Giro di Lombardia

1994: 59º

### Competizioni mondiali
- Campionati del mondo

Stoccarda 1991 - In linea dilettanti: 64º
Oslo 1993 - In linea dilettanti: 31º
Lisbona 2001 - In linea Elite: ritirato
- Giochi olimpici

Barcellona 1992 - In linea: ritirato
Atlanta 1996 - In linea: 102º
Atlanta 1996 - Cronometro: 8º